# Adózott eredmény
Az adózott eredmény az adóalany (például vállalkozásnak) tárgyévben elért eredménye, amelyet úgy kapunk, hogy az adózás előtti eredményből kivonjuk a befizetett adót.

## Kiszámítása
Leegyszerűsítve az adózott eredmény kimutatása a következőképpen történhet meg:
Az adott év üzleti tevékenységének eredménye, valamint a vállalat által végrehajtott pénzügyi műveletek eredménye összeadódik és ezek összege alkotja a szokásos vállalkozási eredmény összegét. Ehhez hozzá adódik a rendkívüli eredmény. A szokásos vállalkozási eredmény és a rendkívüli eredmény összege az adózás előtti eredmény. Az adózás előtti eredmény összegéből kivonásra kerül a vállalkozás adófizetési kötelezettségének összege és az esetlegesen kifizetésre kerülő, a közgyűlés által meghatározott mértékű és összegű osztalék. Ezek kivonásával kapjuk meg az adózott eredmény összegét.

### Képlete
Az adott év üzleti tevékenységének eredménye
+a vállalat által végrehajtott pénzügyi műveletek eredménye
=szokásos vállalkozási eredmény
+rendkívüli eredmény
=adózás előtti eredmény
-a vállalkozás adófizetési kötelezettsége
=Adózott eredmény